# Route européenne 451
Pour les articles homonymes, voir E451 et Route 451.
La route européenne 451 est une route reliant Giessen à Mannheim.